# Det sker ikke for mig
Det sker ikke for mig er en film instrueret af Ole Henning Hansen, der også har skrevet filmens manuskript.

## Handling
Under optagelserne til filmen Stof i 1971 betegnede en af de interviewede, en ung pige, sig selv som 'weekend junkie'. Hun ville ikke betegnes som narkoman og mente den gang, at man kunne lære at administrere sit stofforbrug. Ved optagelserne to år senere viste det sig, at hun tog fejl. Sammenstillingen af interviews med to års mellemrum blev til filmen "Det sker ikke for mig". I 1982 opsøgte Ole Henning Hansen igen pigen. Her fortæller hun, hvad der er sket i den mellemliggende periode og op til nu, hvor hun ikke længere er narkoman. Optagelserne er lavet i Italien, hvor hun bor.